# Indiana Vassilev
Indiana Denchev Vassilev (bułg. Индиана Денчев Василев; ur. 16 lutego 2001 w Savannah) – amerykański piłkarz pochodzenia bułgarskiego występujący na pozycji skrzydłowego lub ofensywnego pomocnika, reprezentant Stanów Zjednoczonych, od 2025 roku zawodnik Philadelphia Union.
Jego rodzice pochodzą z Bułgarii. Jego ojciec Denczo Wasilew był profesjonalnym piłkarzem w lidze bułgarskiej.